# Anhidrid organske kiseline
Anhidrid organske kiseline je anhidrid kiseline koji je takođe organsko jedinjenje. Anhidrid kiseline je jedinjenje koje ima dve acil grupe vezane za isti atom kiseonika. Uobičajeni tip anhidrida organske kiseline je anhidrid karboksilne kiseline, gde je matična kiselina karboksilna kiselina, a formula anhidrida je (RC(O))2O. Simetrični anhidridi kiselina ovog tipa dobijaju nazive tako što se reč kiselina u nazivu matične karboksilne kiseline zamenjuje rečju anhidrid. Dakle, (CH3CO)2O se naziva anhidrid sirćetne kiseline. Poznati su mešani (ili nesimetrični) anhidridi kiselina, kao što je acetinsko forminski anhidrid (pogledajte ispod), pri čemu se reakcija javlja između dve različite karboksilne kiseline. Nomenklatura nesimetričnih kiselinskih anhidrida navodi nazive obe reagovane karboksilne kiseline pre reči „anhidrid“ (na primer, reakcija dehidratacije između benzojeve kiseline i propanske kiseline bi dala „benyojev propanski anhidrid“).
Jedna ili obe acil grupe anhidrida kiseline mogu takođe biti izvedene iz druge vrste organske kiseline, kao što je sulfonska kiselina ili fosfonska kiselina. Jedna od acil grupa anhidrida kiseline može biti izvedena iz neorganske kiseline kao što je fosforna kiselina. Mešani anhidrid 1,3-bisfosfoglicerinske kiseline, intermedijer u formiranju ATP-a putem glikolize, je mešani anhidrid 3-fosfoglicerinske kiseline i fosforne kiseline. Kiseli oksidi se takođe klasifikuju kao anhidridi kiselina.

## Nomenklatura
Nomenklatura anhidrida organskih kiselina je izvedena iz naziva sastavnih karboksilnih kiselina. U simetričnim anhidridima kiselina koristi se samo prefiks originalne karboksilne kiseline i dodaje se sufiks „anhidrid“. Za većinu nesimetričnih anhidrida kiselina – koji se takođe nazivaju mešani anhidridi – prefiksi iz obe reagovane kiseline su navedeni pre sufiksa, npr., benzojev propanoinski anhidrid.

## Priprema
Anhidridi organskih kiselina se u industriji pripremaju na različite načine. Anhidrid sirćetne kiseline se uglavnom proizvodi karbonilacijom metil acetata. Maleinski anhidrid se proizvodi oksidacijom benzena ili butana. Laboratorijski putevi naglašavaju dehidrataciju odgovarajućih kiselina. Uslovi variraju od kiseline do kiseline, ali fosfor pentoksid je uobičajeno sredstvo za dehidrataciju:
2 CH3COOH + P4O10 → CH3C(O)OC(O)CH3 + "P4O9(OH)2"
Kiseli hloridi su takođe efikasni prekursori:
CH3C(O)Cl + HCO2Na → HCO2COCH3 + NaCl
Iz ketena se pripremaju mešani anhidridi koji sadrže acetil grupu:
RCO2H + H2C=C=O → RCO2C(O)CH3

## Reakcije
Anhidridi kiselina su izvor reaktivnih acil grupa, a njihove reakcije i upotreba liče na reakcije acil halida. U reakcijama sa protonskim supstratima, ove reakcije daju jednake količine aciliranog proizvoda i karboksilne kiseline:
RC(O)OC(O)R + HY → RC(O)Y + RCO2H
za HY = HOR (alkoholi), HNR'2 (amonijak, primarni, sekundarni amini), aromatični prsten (videti Fridel-Kraftsova acilacija).
Anhidridi kiselina imaju tendenciju da budu manje elektrofilni od acil hlorida, i samo jedna acil grupa se prenosi po molekulu anhidrida kiseline, što dovodi do niže atomske efikasnosti. Niska cena, međutim, anhidrida sirćetne kiseline čini ga uobičajenim izborom za reakcije acetilacije.

## Primene i pojava anhidrida kiselina
- Ilustracija kiselih anhidrida
- Anhidrid sirćetne kiseline se proizvodi u velikim količinama za mnoge primene.
- Naftalentetrakarboksilni dianhidrid, gradivni blok za složena organska jedinjenja, je primer dianhidrida.
- Maleinski anhidrid je ciklični anhidrid, koji se široko koristi za pravljenje industrijskih premaza.
- ATP u svom protoniranom obliku je anhidrid dobijen iz fosforne kiseline.
- „Mešani anhidrid” 1,3-bisfosfoglicerinske kiseline se široko javlja u metaboličkim putevima.
- 3'-fosfoadenozin-5'-fosfosulfat (PAPS) je mešani anhidrid sumporne i fosforne kiseline i najčešći je koenzim u reakcijama biološkog transfera sulfata.

Anhidrid sirćetne kiseline je značajna industrijska hemikalija koja se koristi u pripremi acetatnih estara, e.g. celuloznog acetata. Anhidrid maleinske kiseline je prekurzor raznih smola koje se formiraju kopolimerizacijom sa stirenom. Maleinski anhidrid je dienofil u Dils-Alderovoj reakciji.
Dianhidridi, molekuli koji sadrže dve funkcije kiselih anhidrida, koriste se za sintezu poliimida, a ponekad i poliestara i poliamida. Primeri dianhidrida: piromelitni dianhidrid (PMDA), 3,3', 4,4' - oksidiftalni dianhidrid (ODPA), 3,3', 4,4'-benzofenon tetrakarboksilni dianhidrid (BTDA), 4,4'-diftalni (heksafluoroizopropiliden) anhidrid (6FDA), benzohinotetrakarboksilni dianhidrid, etilentetrakarboksilni dianhidrid. Polianhidridi su klasa polimera koje karakterišu anhidridne veze koje povezuju ponavljajuće jedinice kičmenog lanca.

### Biološka pojava
Prirodni proizvodi koji sadrže anhidride kiselina su izolovani od životinja, bakterija i gljiva. Primeri uključuju kantaridin iz vrsta majaca, uključujući špansku muvu, Lytta vesicatoria i tautomicin, iz bakterije Streptomyces spiroverticillatus. Porodica maleidridnih sekundarnih metabolita gljivica, koji poseduju širok spektar antibiotske i antigljivične aktivnosti, su aliciklična jedinjenja sa funkcionalnim grupama anhidrida maleinske kiseline. Brojni proteini u prokariotima i eukariotima prolaze kroz spontano cepanje između aminokiselinskih ostataka asparaginske kiseline i prolina preko kiselog anhidridnog intermedijera. U nekim slučajevima, anhidrid tada može da reaguje sa nukleofilima drugih ćelijskih komponenti, kao što je na površini bakterije Neisseria meningitidis ili na proteinima lokalizovanim u blizini.

## Analozi

### Azot
Imidi su strukturno srodni analozi, gde je kiseonik za premošćivanje zamenjen azotom. Oni slično nastaju kondenzacijom dikarboksilnih kiselina sa amonijakom. Zamena svih atoma kiseonika azotom daje imidine, retke funkcionalne grupe koje su veoma sklone hidrolizi.

### Sumpor
Sumpor može zameniti kiseonik, bilo u karbonilnoj grupi ili u mostu. U prvom slučaju, naziv acil grupe je stavljen u zagrade da bi se izbegla dvosmislenost u nazivu, npr. (tiosirćetni) anhidrid (CH3C(S)OC(S)CH3). Kada su dve acil grupe vezane za isti atom sumpora, dobijeno jedinjenje se naziva tioanhidrid, npr. sirćetni tioanhidrid ((CH3C(O))2S).

## Spoljašnje veze
- Introducing acid anhydrides